# Windenergie in China

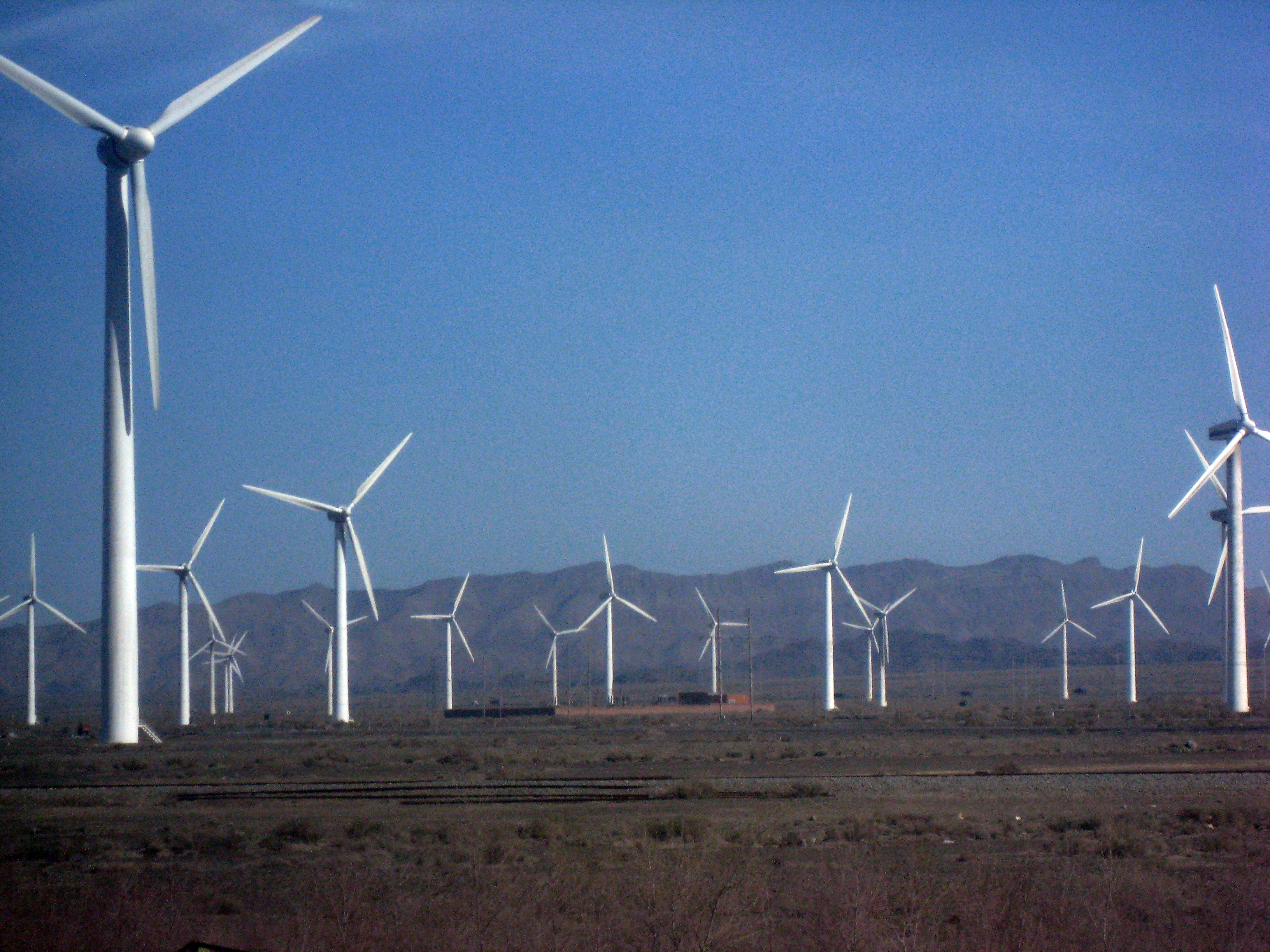
Windpark in Xinjiang

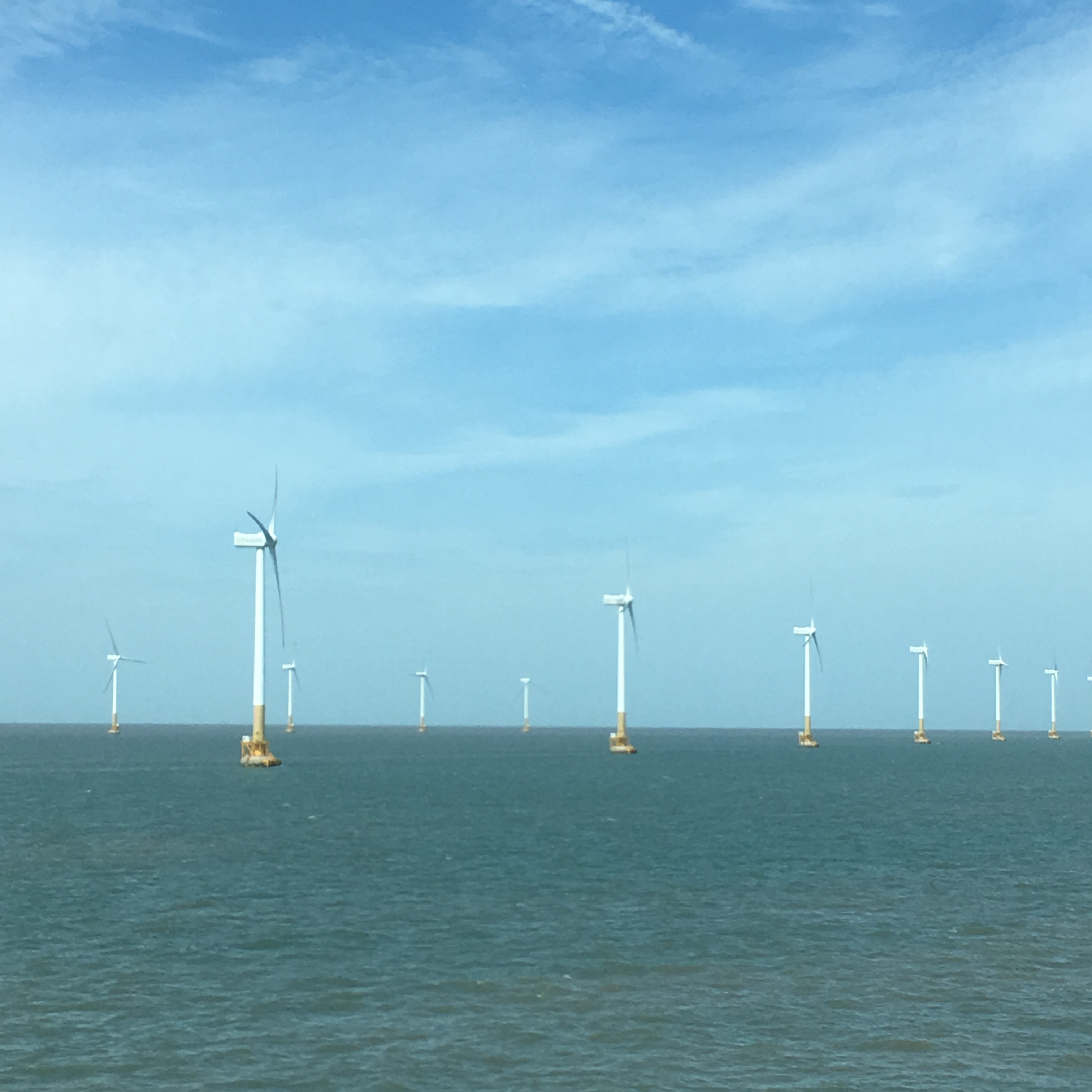
Donghai Bridge Wind Farm bei Shanghai

Windenergieerzeugung in China pro Jahr in TWh

Installierte Kapazität zur Windenergieerzeugung in China in MW

Die Windenergie in China spielt eine bedeutende Rolle in der internationalen Windindustrie. Die Volksrepublik China ist seit mehreren Jahren das Land mit der größten installierten Windenergieleistung. Diese erreichte Ende 2024 in China insgesamt 520,60 GW, davon 41,81 GW offshore und 478,79 GW an Land. 2022 befand sich rund 40 % der landgestützten Windkraftleistung der Welt in China. China hatte 2017 mit 510.000 Beschäftigten vor Deutschland mit 160.000 Arbeitsplätzen auch die meisten Beschäftigten in der Windindustrie. Auch in Bezug auf die mögliche Fertigungsleistung hat China eine dominante Stellung auf dem Weltmarkt: die weltweite Industrie hatte 2020 die Ausrüstung zur Fertigung von Windkraftanlagen mit einer Gesamtleistung von 120 GW; davon entfielen 58 % auf China.

Logo der Firma Goldwind

Der wichtigste Hersteller von Windkraftanlagen in China ist Goldwind, das 2016 weltweit einen Marktanteil von 12,3 % besaß. Der wichtigste Hersteller von Offshore-Anlagen ist Haizhuang Wind Power Equipment mit einem weltweiten Marktanteil von 2,7 %.

## Entwicklungsgeschichte der Windenergie in China
Die chinesische Regierung hat sich seit den 1970er Jahren für die Entwicklung der Windindustrie eingesetzt. Um dem Ziel einer eigenen Windindustrie näher zu kommen, verfolgte sie die Strategie, ausgereifte Fremdtechnologien zu importieren, um die eigenen Turbinen zu verbessern, sowie wichtige Teile und Zubehör lokal zu produzieren.
2002 lag die Leistung der Windturbinen bei gerade einmal 100 Megawatt; da sich die Regierung seit 2005 verstärkt dem Thema Windenergie zugewandt hat, hat sich diese bis Ende 2013 auf 72 Gigawatt vervielfacht. 2013 produzierten Windkraftanlagen in China 135 Terawattstunden elektrischer Energie, was 2,5 % der damaligen chinesischen Gesamtstromproduktion ausmachte. Das große Interesse der Regierung an der Windenergie liegt an ihrer im Vergleich zu manchen anderen erneuerbaren Energien ausgereiften Technologie sowie Kommerzialisierbarkeit, Chinas hoher Windkapazität sowie dem Bestreben, Windenergie zu einer Schlüsselindustrie Chinas zu machen.
2003 wurde ein Ausbauziel von 20 Gigawatt (GW) Leistung bis zum Jahr 2020 festgelegt. Dieses Ziel wurde 2005 auf 30 GW, 2008 auf 100 GW, 2010 auf 150 GW erhöht. Im 12. Fünfjahresplan (2011–2015) wurde schließlich festgelegt, dass die installierte Leistung bis zu dessen Beendigung bei 70 GW liegen soll.
| Jahr | Inst. Leistung gesamt (MW) |  |
| ---- | -------------------------- |  |
| 2001 | 404                        |  |
| 2002 | 470                        |  |
| 2003 | 568                        |  |
| 2004 | 765                        |  |
| 2005 | 1272                       |  |
| 2006 | 2559                       |  |
| 2007 | 5910                       |  |
| 2008 | 12.020                     |  |
| 2009 | 25.805                     |  |
| 2010 | 44.733                     |  |
| 2011 | 62.364                     |  |
| 2012 | 75.324                     |  |

| Jahr | Inst. Leistung offshore (MW) | Inst. Leistung onshore (MW) | Inst. Leistung gesamt (MW) | Erzeugung (TWh) |
| ---- | ---------------------------- | --------------------------- | -------------------------- | --------------- |
| 2013 | 417                          | 76.314                      | 76.731                     | 138,6           |
| 2014 | 440                          | 96.379                      | 96.819                     | 160,2           |
| 2015 | 559                          | 130.489                     | 131.048                    | 186,0           |
| 2016 | 1480                         | 147.037                     | 148.517                    | 242,4           |
| 2017 | 2788                         | 161.586                     | 164.374                    | 305,0           |
| 2018 | 4588                         | 180.077                     | 184.665                    | 366,5           |
| 2019 | 5930                         | 203.652                     | 209.582                    | 406,6           |
| 2020 | 8990                         | 273.123                     | 282.113                    | 467,0           |
| 2021 | 26.390                       | 302.583                     | 328.973                    | 656,7           |
| 2022 | 30.460                       | 335.504                     | 365.964                    | 763,3           |
| 2023 | 37.775                       | 403.325                     | 441.100                    | 885,9           |
| 2024 | 41.813                       | 478.787                     | 520.600                    |                 |

In der Vergangenheit war die Produktion chinesischer Unternehmen vor allem auf die Deckung der Nachfrage im chinesischen Heimatmarkt bedacht und es wurde aufgrund hoher Entwicklungskosten ein größerer Wert auf niedrige Kosten als auf Qualität gelegt. Inzwischen ist ein Trend zu höherer Qualität der Produkte zu erkennen, und obwohl lokale Windturbinen nicht internationalen Standards entsprechen, wurden inländische Zertifizierungsagenturen gegründet. Falls die Qualität weiter steigt, kann davon ausgegangen werden, dass es zu einer weiteren internationalen Markterschließung kommt.

### Politische Maßnahmen vor 2003
Die ersten Windparks in China wurden 1986 eröffnet. Zu dieser Zeit fokussierte sich die Unterstützung der Regierung auf die Entwicklung von Windturbinen, und es wurde in kleine Windparkprojekte investiert. 1994 bis 2003 unterstützte das Ministerium für elektrische Energie ein Programm zur Industrialisierung der Windenergie. Während dieser Zeit hat das Ministerium den Auftrag erteilt, dass die Netzbetreiber den Netzanschluss und das Einspeisen von Strom aus Windparks erleichtern sollen. In den Richtlinien wurde festgelegt, dass der Netztarif auf der Grundlage von Stromgestehungskosten, Darlehenszahlungen und einem angemessenen Gewinn berechnet wurde. Die Differenz zwischen Windstrompreis und durchschnittlichem Strompreis würde über das gesamte Netz verteilt, wobei der Netzbetreiber für den Stromkauf zuständig war. Die staatliche Planungskommission schrieb später eine Revision des durchschnittlichen Strompreises für Windenergie vor, indem sie die Berechnung auf die Betriebszeit der Windkraftanlagen und auf die Kreditlaufzeit von 15 Jahren anwendete. Darüber hinaus wurde die Mehrwertsteuer für Windkraftprojekte um die Hälfte (8,5 %) reduziert. Im Jahr 1996 initiierte die frühere staatliche Entwicklungs- und Planungskommission das Programm „Ride the Wind“, das anregen sollte Joint Ventures für die Entwicklung von Windkraftanlagen und  Windparks zu gründen und Anreize für die Entwicklung von inländischen Turbinen zu schaffen.

### Politische Maßnahmen zwischen 2003 und 2007
2003 und 2007 konzentrierten sich die Richtlinien auf eine Steigerung der Leistungsfähigkeit sowie der Entwicklung einer eigenen Windturbinenindustrie. Im Jahr 2003 gab es ein Ausschreibungsverfahren, das zu einer erhöhten Leistungsfähigkeit führte. Außerdem startete die Staatliche Kommission für Entwicklung und Reform das Wind Power Concession Program. Bei diesem Programm reichten Investoren und Projektentwickler Angebote für die Projektentwicklung an die Regierung weiter, woraufhin regionale Netzbetreiber den Strom des Gewinnerprojekts zum Angebotspreis kauften. Dieses Programm führte zu einem raschen Anstieg an netzgekoppelten Windparks mit einer Leistung von ca. 3,35 GW.
Anschließend wurde das Gesetz für erneuerbare Energien von 2005 als Hauptinstrument für die Entwicklung erneuerbarer Energien in China beschlossen, wobei die ersten Durchführungsverordnungen im Jahr 2007 wirksam wurden.
2007 traten ebenfalls die im Gesetz für erneuerbare Energien von 2005 stehenden Regeln in Kraft, die die Netzbetreiber dazu verpflichteten, den ganzen aus erneuerbaren Energien gewonnenen Strom einzuspeisen und zu kaufen.

## Windpotenzial
Anhand einer 2014 durchgeführten „detaillierten nationalen Windenergie Erhebung und Auswertung“ beträgt das Onshore-Windpotenzial Chinas ≥ 300 kW/km², womit in China zwischen 2.000 und 3.400 GW Windenergieleistung installiert werden könnten. Die Offshore-Windkapazität beträgt ≥ 400 kW/km² wobei besonders die Formosastraße mit weit über 600 kW/km² für Offshore-Windanlagen eine sehr gute Windhöffigkeit aufweist.

## Windparks in China
2008 wurde in China ein Projekt zur Konstruktion und Planung von Windparks mit einer Leistung von 1 GW initialisiert, davon 6 Onshore-Windparks in den „Drei Nord“ Regionen (Nord-, Nordost- und Nordwest-China) und einem Offshore-Windpark an der Küste Jiangsus.
| Windpark        | Potentielle Ausbeute | Ausbeute nach aktuellem Leistungsstand |
| --------------- | -------------------- | -------------------------------------- |
| Innere Mongolei | 1305.30              | 381.70                                 |
| Xinjiang        | 249.10               | 64.80                                  |
| Gansu           | 205.20               | 82.20                                  |
| Hebei           | 79.30                | 23.79                                  |
| Jilin           | 1115.40              | 43.60                                  |
| Jiangsu         | 13.90                | 13.90                                  |
| Insgesamt       | 2968.20              | 609.99                                 |

## Chinas Einfluss auf die globale Windindustrie
Die Windindustrie ist eine noch relativ junge Branche und es konnten sich bisher Deutschland und Dänemark als globale Marktführer behaupten. Seit 2005 war in China ein starker Anstieg an Privatinvestitionen in diesem Sektor zu beobachten. Der rasante Anstieg der Windenergienutzung in China ist größtenteils auf eine begünstigende Politik zurückzuführen. Ausschlaggebend hierfür war das chinesische Erneuerbare-Energien-Gesetz 2005, das den Anteil der erneuerbaren Energien im Energiemix erhöhen sowie die heimische Industrie für erneuerbare Energien attraktiver machen sollte. 2009 kam es zu einer Gesetzesänderung, die von Netzbetreibern verlangte, einen bestimmten Anteil an erneuerbaren Energien einzukaufen, und die Regierungsbehörden ermächtigte, bei Nichtkonformität ein Strafsystem anzuwenden. Die gestiegene Nachfrage auf dem Binnenmarkt hatte zur Folge, dass der Anteil chinesischer Unternehmen in der durch europäische Unternehmen dominierten Windindustrie zunahm. Der Anteil chinesischer Unternehmen in der Windindustrie lässt sich jedoch auf eine 2003 verabschiedete Richtlinie zur Erhöhung der Lokalisierungsanforderungen zurückführen.   2005 wurde der Binnenmarkt Chinas noch zu 70 % von europäischen Unternehmen dominiert, wohingegen der Anteil chinesischer Unternehmen 2009 bei 85 % lag. Obwohl der Eigenanteil so groß ist, kann die Qualität und Effizienz noch nicht an die der europäischen Konkurrenz heran kommen. Um die Qualität der chinesischen Windkraftanlagen zu steigern, wird von chinesischen Unternehmen eine Zusammenarbeit in Forschung und Entwicklung mit europäischen Unternehmen gesucht.
| Siemens Windenergie (Deutschland) | Vestas (Dänemark) | Areva Wind (Frankreich) | Haizhuang Windpower Equipment (China) | Envision Energy (China) | Sonstige |
| --------------------------------- | ----------------- | ----------------------- | ------------------------------------- | ----------------------- | -------- |
| 51 %                              | 22,7 %            | 9,4 %                   | 2,7 %                                 | 1,4 %                   | 1,1 %    |